# Woodley
Woodley – miasto i civil parish w Anglii, w hrabstwie ceremonialnym Berkshire, w dystrykcie (unitary authority) Wokingham. Leży 5 km na wschód od centrum miasta Reading i 55 km na zachód od centrum Londynu. W 2011 roku civil parish liczyła 25 932 mieszkańców.